# Antonio da Sangallo mladší

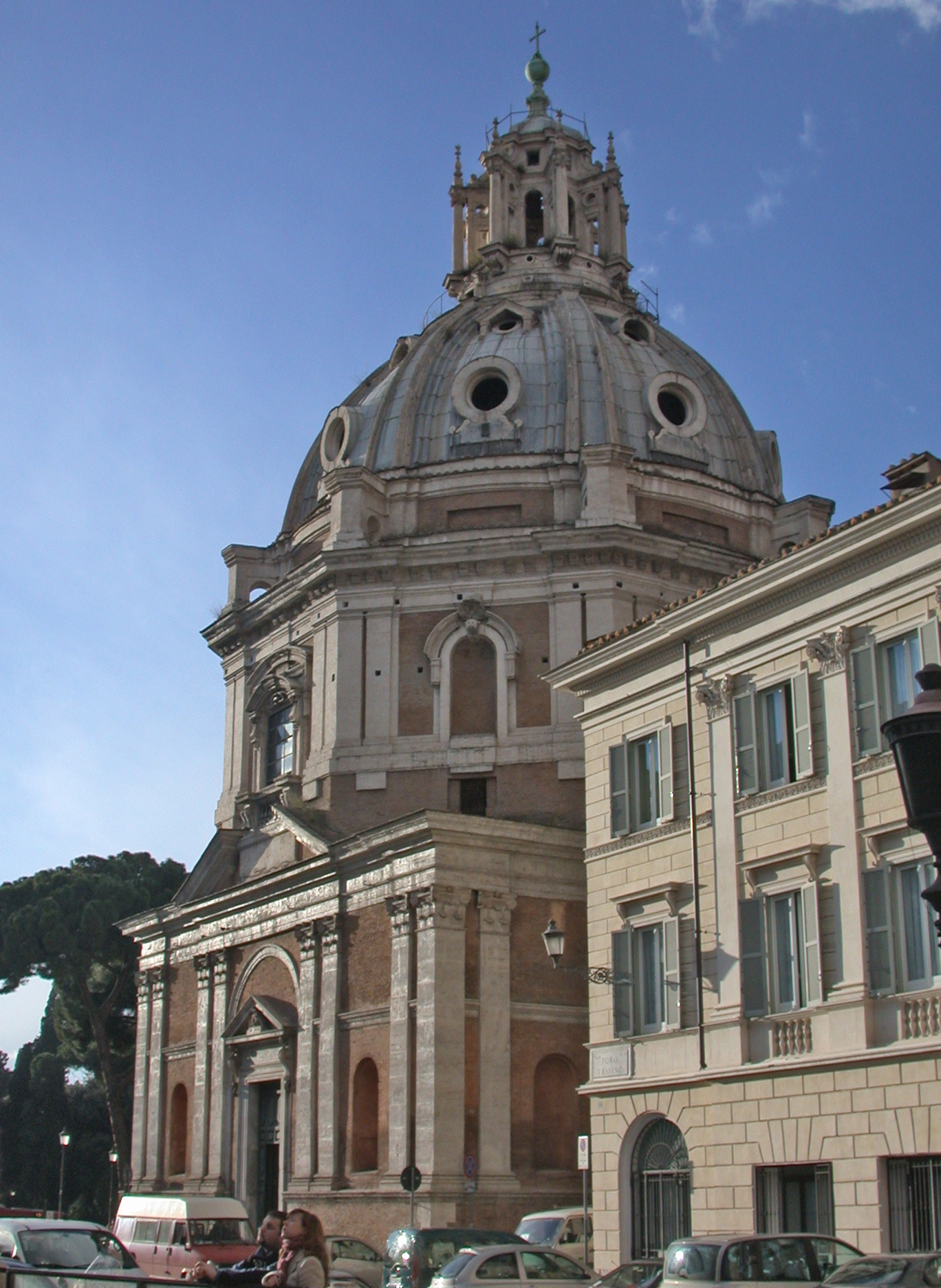
Kostel Santa Maria di Loreto v Římě

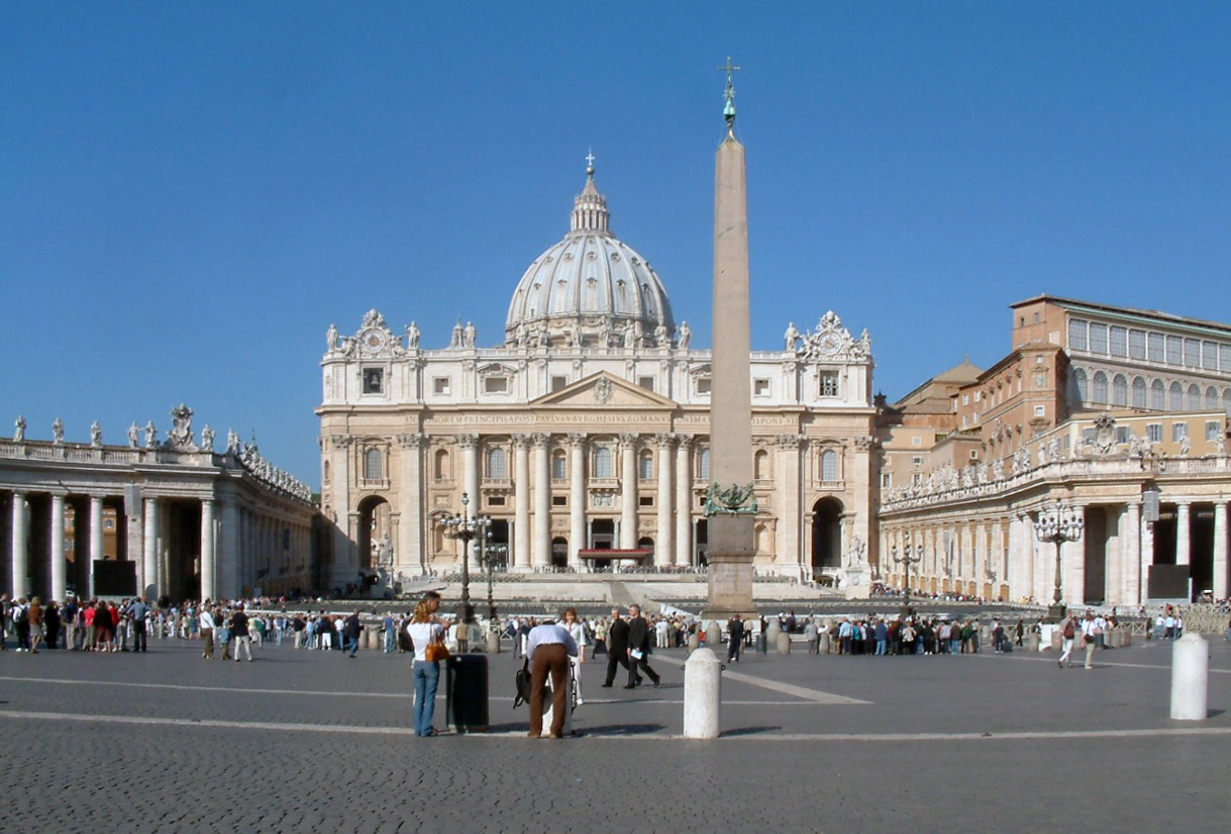
Chrám sv. Petra v Římě

Antonio da Sangallo mladší, vlastním jménem Antonio Cordiani (12. dubna 1484 — 3. srpna 1546), byl italský renesanční architekt, synovec architektů Giuliana da Sangalla a Antonia da Sangalla staršího, kteří tak jako on působili v období italské renesance. Antonio da Sangallo je představitelem vrcholné renesance s ranými barokními formami.

## Životopis

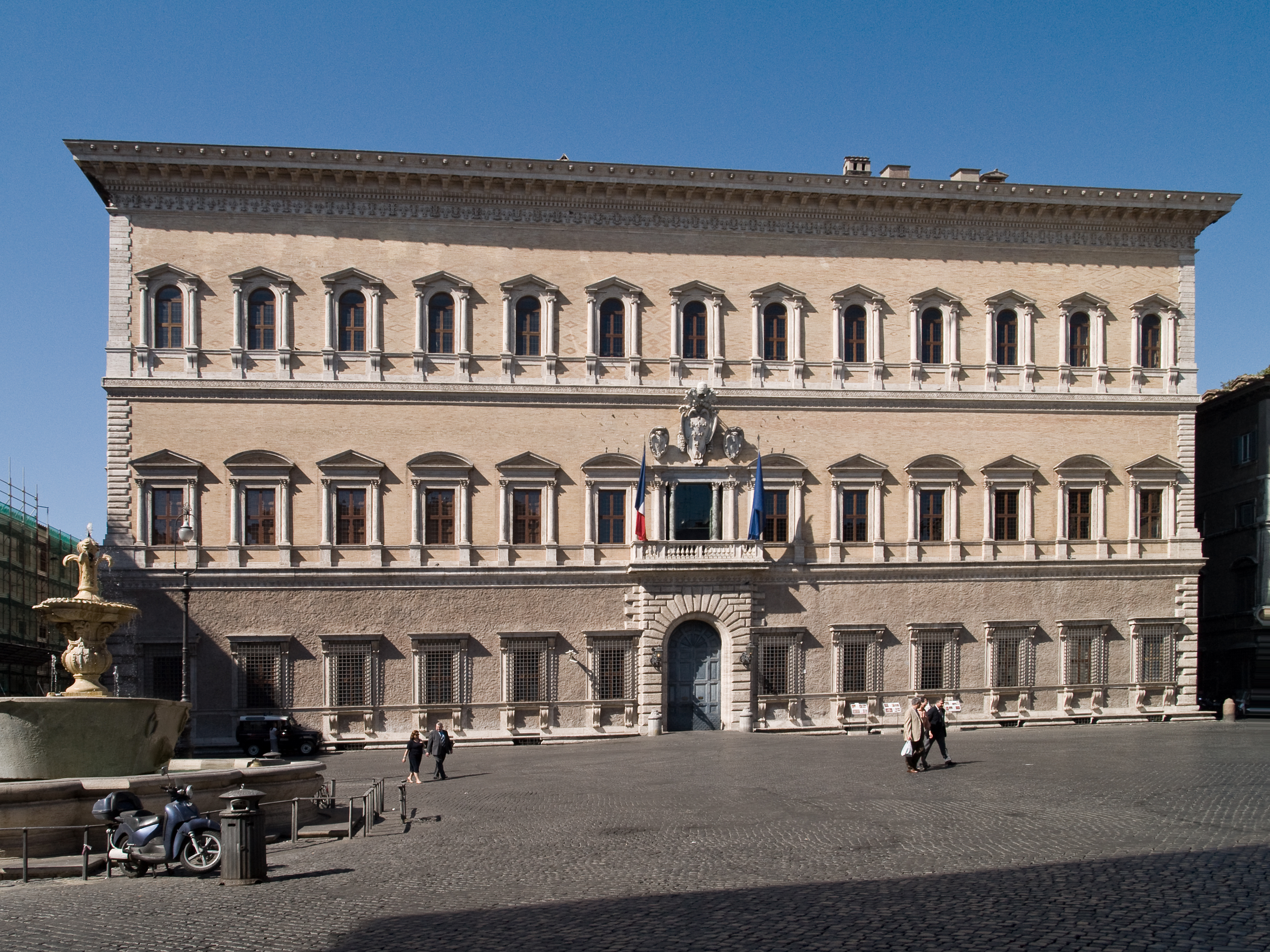
Palác Farnese v Římě

Sangallo se narodil ve Florencii v rodině s uměleckými tradicemi. Jeho dědeček Francesco Giamberti byl řezbář a strýcové známí florentští architekti.
Ještě coby mladík odešel Antonio do Říma, kde se stal žákem a následovníkem Donata Bramanteho. Po většinu života pracoval převážně v Římě ve službách několika papežů. K jeho nejkrásnějším stavbám patří kostel Santa Maria di Loreto postavený z cihel a travertinu. Dokončil také kostel San Giovanni dei Fiorentini započatý Jacopem Sansovinem, který se hrdě zvedá nad Tiberou nedaleko mostu Sant'Angelo.
Po Raffaelově smrti v roce 1520 byl jmenován hlavním architektem baziliky sv. Petra. Kromě toho se v Římě i v samotném Vatikánu podílel na stavbě celé řady církevních i světských budov. Za všechny lze uvést alespoň palác rodu Farnesiů posléze dokončený Michelangelem.
Po vyplenění Říma německými lancknechty císaře Karla V. v roce 1527 (tzv. sacco di Roma) pracoval Antonio da Sangallo převážně v jiných italských městech, hlavně jako vojenský architekt. Navrhl mimo jiné opevnění města Ancona a na žádost papeže Klementa VII. zbudoval 62 m hlubokou, ve skále vytesanou studnu ve městě Orvieto.

## Dílo
výběr
- Palazzo Baldassini v Římě
- Kostely Santa Maria di Loreto a San Giovanni dei Fiorentini v Římě
- Villa Madama v Římě (započata 1518)
- Bazilika sv. Petra v Římě (hlavní architekt od r. 1520)
- Palazzo Farnese v Římě (1534–46), navržen pro kardinála Alessandra Farneseho, pozdějšího papeže Pavla III.
- náhrobky Lva X. a Klementa VII. v kostele Santa Maria sopra Minerva